# دیکمن (سیریک)
دیکمن (ترکی استانبولی: Dikmen) یک محله در ترکیه است که در ناحیهٔ سریک، آنتالیا واقع شده است. جمعیت این محله تا سال ۲۰۲۲ برابر با ۷۷۶ نفر بوده است.